# Megaceryle
Megaceryle es un género de aves coraciformes de la familia Cerylidae. Los miembros de este género son martines pescadores de gran tamaño que viven en África, Asia y América. Todos ellos son piscívoros especialistas y tienen un penacho de plumas rígidas en su cabeza.

## Especies
El género contiene cuatro especies:
- Megaceryle maxima - martín gigante africano;
- Megaceryle lugubris - martín gigante asiático;
- Megaceryle alcyon - martín gigante norteamericano;
- Megaceryle torquata - martín gigante neotropical.

## Descripción
Los miembros del género se caracterizan por su gran tamaño, en comparación con los demás martines pescadores, y su penacho de plumas rígidas en la cabeza. El plumaje de sus partes superiores es gris o gris azulado, prácticamente sin marcas en las dos especies americanas pero densamente moteados en las especies del Viejo Mundo. Sus partes inferiores pueden ser blancas o castaño rojizas, y todas ellas tienen una banda en el pecho de un color que contrasta con el vientre, a excepción del martín gigante neotropical. El patrón de color de las partes inferiores de machos y hembras es diferente en todas las especies del género.
Estas aves anidan en túneles horizontales hechos en taludes fluviales. Los dos miembros de la pareja escavan el túnel, incuban los huevos y alimentan a los polluelos.
A menudo se puede observar a los miembros del género Megaceryle posados en lugares visibles de los árboles y postes u otro tipo de atalayas cerca del agua desde las que se lanzan en picado para atrapar a sus presas, generalmente peces, crustáceos o ranas, pero a veces también atrapan insectos acuáticos y otros pequeños animales.

## Orígenes y taxonomía
En el pasado se pensaba que los martines gigantes pertenecientes a Megaceryle surgieron en América a partir de ancestros Alcedínidos piscívoros especialistas, que habrían atravesado el estrecho de Bering y que habrían originado este género y Chloroceryle, y que posteriormente, en el Plioceno, una gran especie crestada habría cruzado el océano Atlántico para dar origen a los martines gigantes africano y asiático. Actualmente se considera que esta hipótesis es incorrecta, y que es más probable que el género surgiera en el Viejo Mundo, posiblemente África, y que los ancestros de las especies de América fueran los que atravesaran el océano.
Los miembros de Megaceryle antes se clasificaban en el género Ceryle, con el martín pescador pío, pero se reubicaron cuando se comprobó su proximidad genética con los martines pescadores americanos pertenecientes a Chloroceryle.